# Cheiranthus cheiri
Cheiranthus cheiri (ou Erysimum cheiri), comummente conhecida como  goiveiro , é uma planta crucífera do tipo fisionómico dos caméfitos.

## Nomes comuns
Além de «goiveiro», dá ainda pelos seguintes nomes comuns: aleli, goiveiro-amarelo e goivo-amarelo.

## Descrição

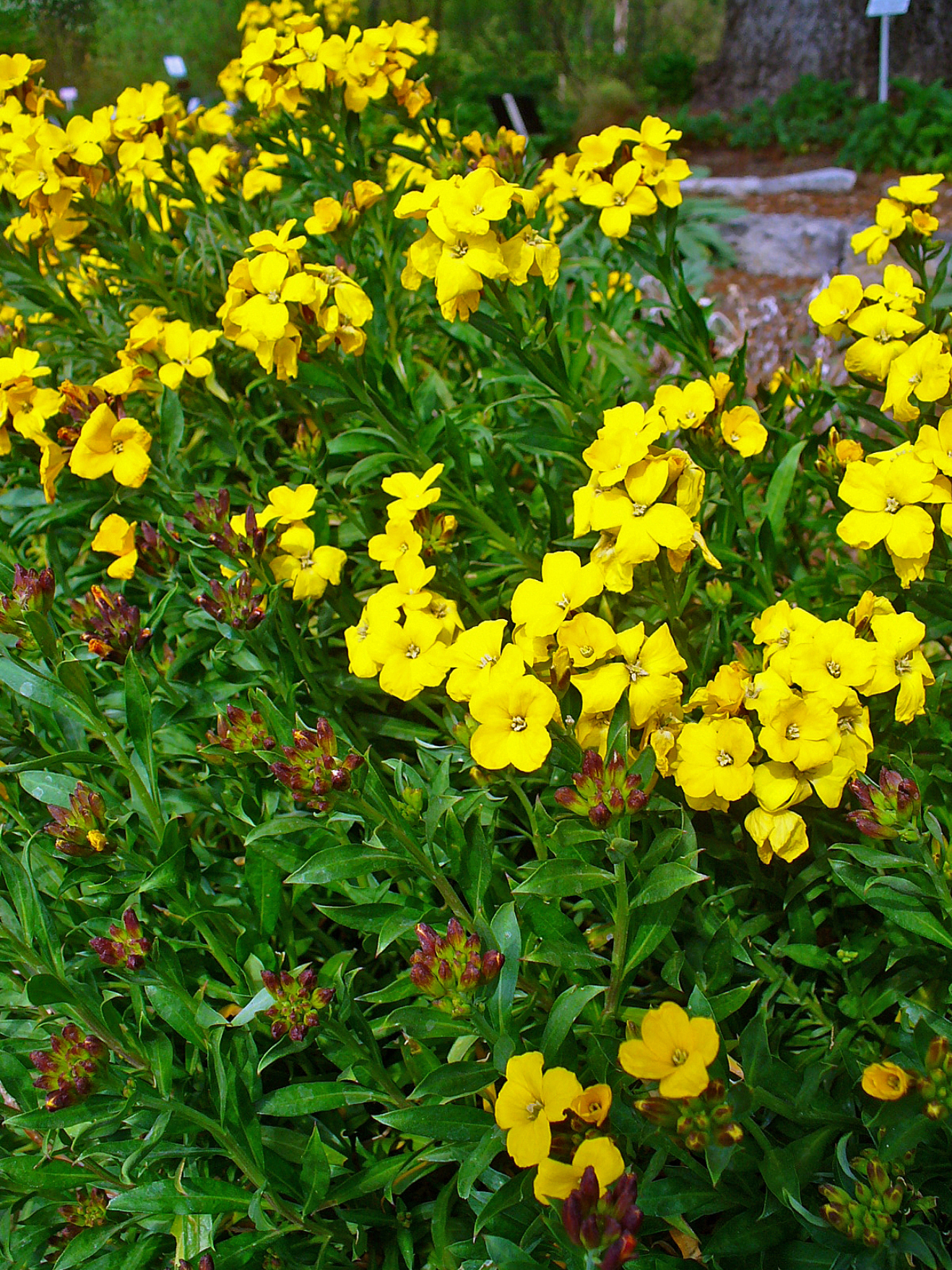

Trata-se de uma planta perene, lenhosa na base, que mede entre 20 a 60 centímetros. Tem um indumento de pêlos naviculares.
Os caules são mais ou menos ascendentes, frequentemente dotados de fascículos de folhas nos veios. As folhas medem entre 20 e 80 milímetros de comprimento por 3 a 10 milímetros de largura, pautadas pelo formato lanceolado ou oblongo-lanceolado, agudas e atenuadas na base, por vezes, num pecíolo mais ou menos definido. Exibem uma coloração verde-acinzentada, são vilosas  e contam com pêlos bipartidos.
Os pedicelos medem entre 5 a 15 milímetros, por ora da fase da frutificação, exibindo um feitio erecto-patente ou um pouco recurvos.
As flores, por seu turno, são grandes e fragrantes. Contam com sépalas verdes de 8 a 11 milímetros, amiúde tingidas com manchas de cor arroxeada. As 4 pétalas, por seu turno, medem entre 15 a 25 milímetros de comprimento e 5 a 10 milímetros de largura, apresentando um vasto leque de cores, que vão do amarelo vivo até ao laranja-acastanhado, amiúde matizadas com manchas arroxeadas. Conta com seis estames, dos quais 2, por sinal mais curtos, são laterais. Têm filete livre e estigma com 2 lóbulos arredondados e divergentes.
Os frutos desta planta medem entre 30 a 70 milímetros de comprimento  e 2 milímetros e meio a 4 milímetros de largura. As sementes medem entre 2 a 4 milímetros de comprimento por 1 milímetro e meio a 3 milímetros de largura.

## Uso Humano

### Medicina popular
Esta espécie conheceu grande uso na Antiguidade clássica, tendo sido utilizada na Grécia antiga e ainda pelos médicos árabes, pelas suas propriedades como detersivo e emenagogo.
No entanto, só no advento do século XX é que se detectou a existência de uma substância cardiotónica nesta espécie, a chamada cheiratina ou cheirotoxina. Esta substância encontra-se presente em mais concentrações nas sementes e nas folhas, sendo que também se podem encontrar quantidades mais residuais flores desta planta. A presença desta substância, que é tóxica se for consumida em dosagem supra-terapêutica, impõe a maior prudência no consumo do goiveiro-amarelo.
Do que toca à composição química, encontra-se ainda as seguintes substâncias nas folhas, sementes e flores desta planta: heterósido sulfurado, heterósidos cardiotónicos e vitamina C. 
Reputam-se-lhe ainda propriedades cardiotónicas, laxantes, anti-reumáticos, antiespasmódicos, afrodisíacas e diuréticas. 

### Ornamental
Esta é uma planta ornamental popular. As variedades desta espécie variam um pouco na aparência. A variedade cultivar, Chelsea Jacket, é um vencedor do Prémio de Jardim Mérito do Royal Horticultural Society. Outras variedades, como a Blood Red Covent Garden são fáceis de cultivar e crescem bastante bem em ermos e charnecas, pedindo pouco cuidados por parte do homem para se conservarem.

## Distribuição
Originalmente nativa da região do Egeu, encontra-se presentemente difundida por toda a Europa, onde é uma espécie introduzida, tendo sido  largamente cultivada e eventualmente naturalizada, noutros continentes.

### Ecologia
Trata-se de uma espécie rupícola, que medra entre muros, caminhos e locais onde se pressinta a presença humana.